# 里德雷克湖

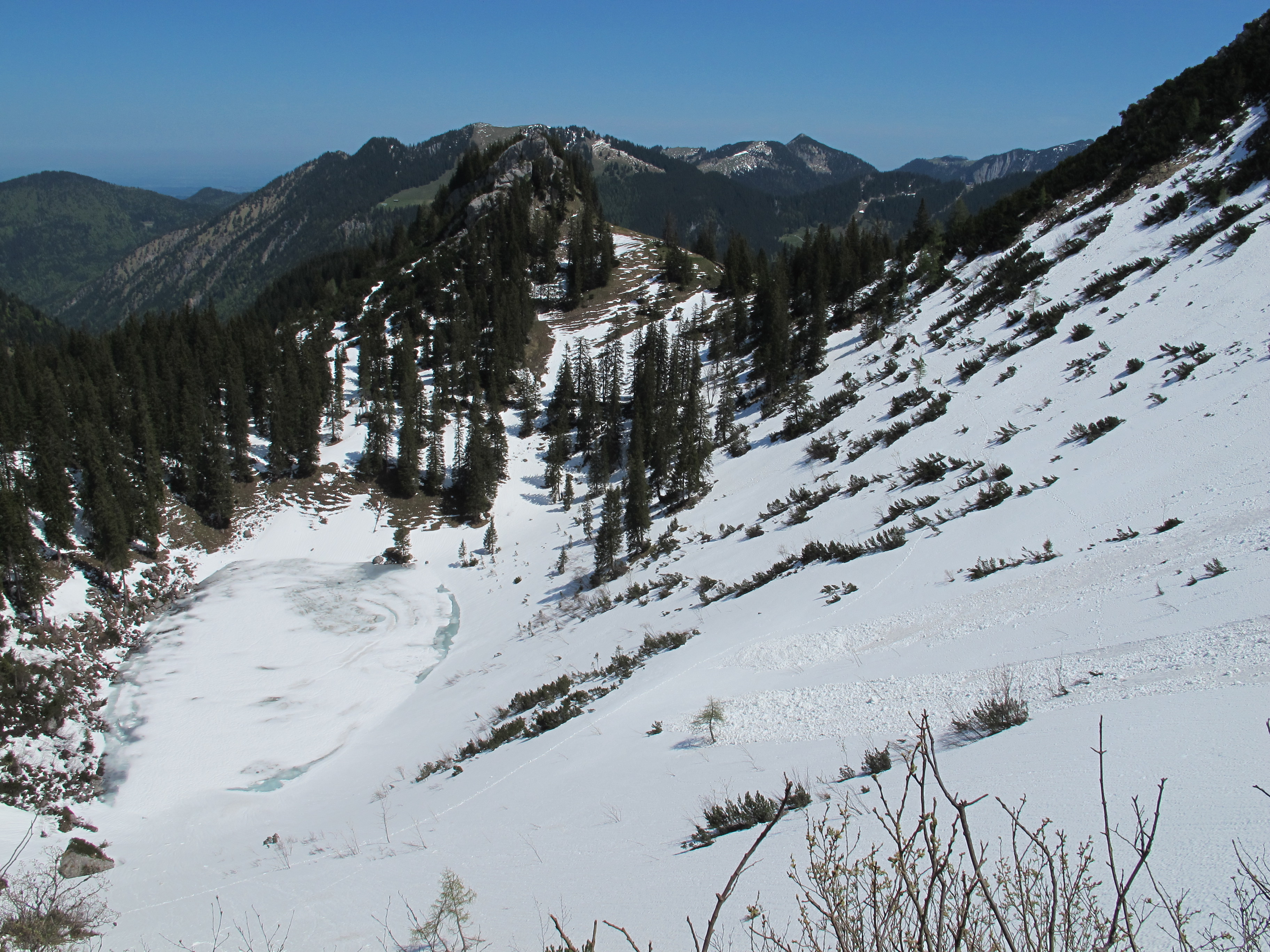

47°38′24″N 11°48′32″E / 47.640038473325°N 11.808761515702°E
里德雷克湖（德語：Riederecksee），是德國的湖泊，位於該國東南部，由巴伐利亞州負責管轄，處於巴伐利亞前阿爾卑斯山脈，長0.16公里、寬0.1公里，面積0.01平方公里，海拔高度1,460米，湖岸線長度0.4公里。